# سیرت (رود)
رود سیرت رودی است که به دانوب می‌ریزد. این رود از کشور رومانی می‌گذرد.